# 津田川 (大阪府)
津田川（つだがわ）は、大阪府岸和田市および同府貝塚市を流れる河川、同府が管理する二級河川である。主な支流である小渕川（おぶちがわ）についても本項に記す。

## 流域

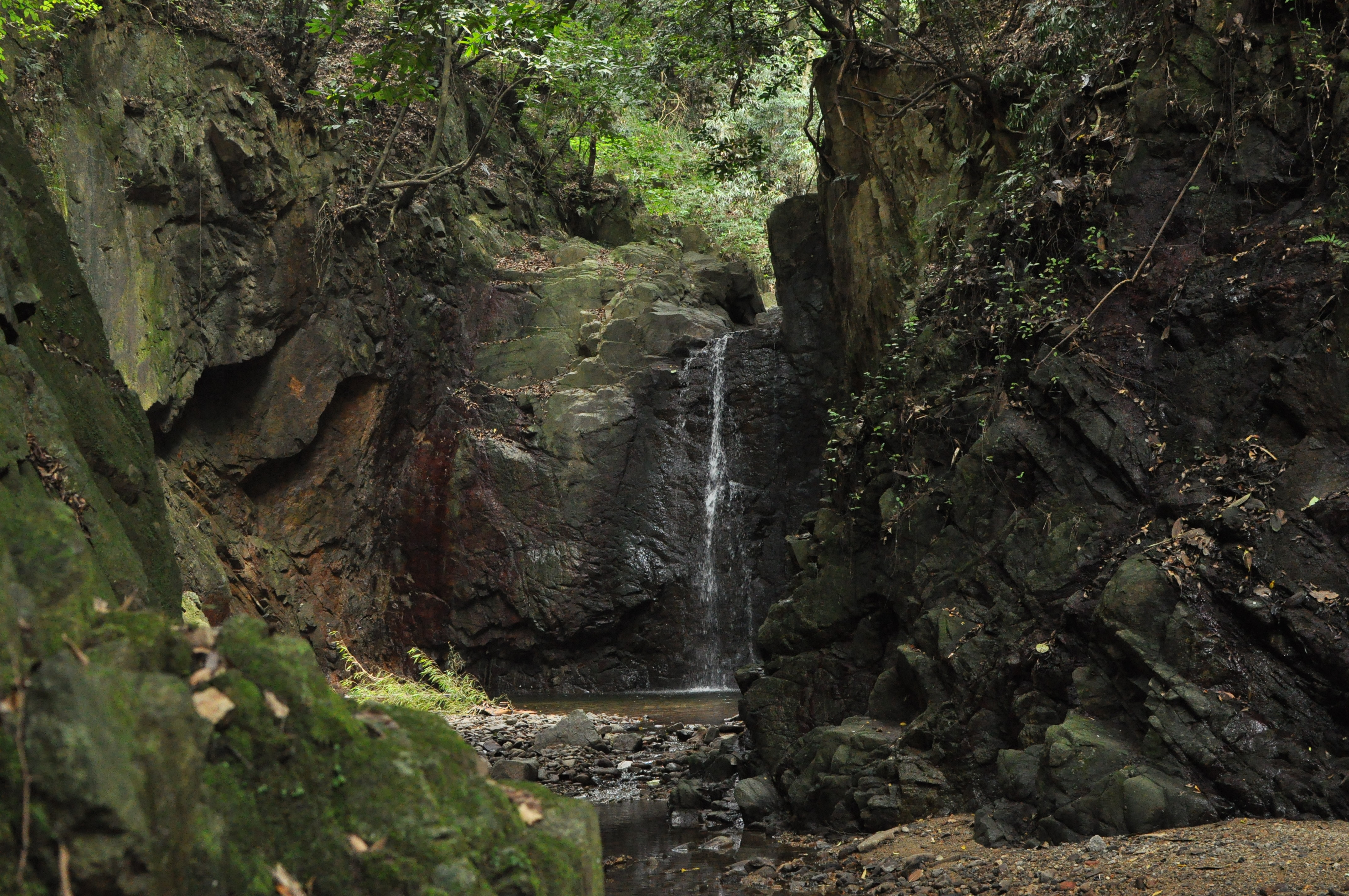
同川に注ぐ意賀美神社の「雨降りの滝」（大阪みどりの百選、岸和田市土生滝町）。

大阪府岸和田市塔原町にある、和歌山県との県境・同県紀の川市との市境に位置する和泉葛城山（858メートル）に源を発し、市内山間部を北へ流下、途中で貝塚市内に入り、大阪湾に注ぐ。流域面積は26.3平方キロメートル、流路延長は約15.5キロメートルであり、そのうち二級河川指定区間は10.0キロメートルである。岸和田市内にある中流域を阿間河谷（あまかだに）と古くから呼ぶ。
以下、流域の町丁・大字を上流から列挙する。
- 岸和田市
  - 塔原町
  - 相川町
  - 河合町
  - 阿間河滝町
  - 土生滝町
  - 天神山町
  - 流木町
  - 極楽寺町
  - 畑町
- 貝塚市
  - 久保
  - 半田
  - 小瀬
  - 堀
  - 津田南町・津田北町

### 小渕川
大阪府貝塚市三ヶ山に源を発し北へ流下、途中で岸和田市内に入り、大阪府道30号大阪和泉泉南線を過ぎて、貝塚市半田の西日本旅客鉄道阪和線手前で津田川に合流する。
- 貝塚市三ヶ山
- 貝塚市東山
- 岸和田市八田町
- 岸和田市流木町
- 岸和田市極楽寺町
- 岸和田市畑町
- 貝塚市半田

## 環境

### 治水事業
1965年（昭和40年）5月、1966年（昭和41年）9月、1967年（昭和42年）7月と3年連続で同川が氾濫したため、これを契機に1969年（昭和44年）度に局部改良
事業が行われた。高潮対策は1979年（昭和54年）度から行われている。

## 歴史
弥生時代から同川流域に人が住み始め、土生遺跡等での生活の痕跡が発見されている。
流域の岸和田市八田町にある矢代寸神社は503年、継体天皇の時代に鎮座したとされ、和泉国南郡八田村、土生滝村、阿間河滝村の地域（のちの有真香村、現在の岸和田市の同川流域）を守ったとされる。同川に注ぐ滝が意賀美神社にあり、この「雨降りの滝」（大阪みどりの百選）の信仰は、少なくとも同神社が創建された8世紀以前には起こっている。
1640年（寛永17年）に岸和田藩主となった岡部宣勝は、岸和田城の城郭を整備するとともに、同川の右岸に「上田岸」と呼ばれる長土手（堤防）を構築、松を植えた。「上田岸」は現存しないが、同市南上町および南町に伝承地名として継承されている。
1912年（明治45年）には河口左岸の泉南郡麻生郷村大字津田（現在の同府貝塚市津田南町28番）で寺田財閥の寺田利吉（1857年 - 1918年）が紡績業を開始、これが赤煉瓦造りの工場として知られ、いまも残るテラボウである。同川を隔てた北側、岸見橋（紀州街道）至近には、同時期に岸見館（のちの岸見東映、1962年閉館）が開館している。
1934年（昭和9年）9月21日の室戸台風の際に、同川沿いおよび海岸沿いの泉南郡貝塚町大字津田（現在の貝塚市津田南町および津田北町）に朝鮮人労働者たちが建てて生活していたバラック住宅が、すべて流されている。このとき貝塚市が岸和田警察署と協力し、8,000円（当時）の資金を投入し、託児所・公共浴場を含む住宅のべ340坪を同地に整備した。岸和田市でも、川沿いの寺田紡績（テラボウ）や篤志家の寄付によって、同川の氾濫原にあたる南上町に朝鮮人住宅を整備した。いずれも現在では一般の住宅街である。
第二次世界大戦後は、河口付近を中心に市街地化が進行し、川沿いには、貝塚市立津田小学校（貝塚市津田南町、1943年創立）、府営貝塚堀住宅（同市堀）、府営貝塚久保住宅（同市久保）、岸和田市立太田小学校（岸和田市畑町、1983年創立）、岸和田市墓苑（同市流木町）、岸和田市立天神山小学校（同市天神山町、1979年創立）、府営岸和田天神山住宅（同）等が建設された。

## 交通
同川と交差・並行するおもな道路・鉄道を上流から列挙する。
- 阪和自動車道
- 国道170号 - 大阪外環状線
- 大阪府道39号岸和田港塔原線 （一部並行）
- 大阪府道30号大阪和泉泉南線 （虎橋）
- 西日本旅客鉄道阪和線 （東岸和田駅・東貝塚駅間）
- 第二阪和国道
- 南海電気鉄道南海本線 （蛸地蔵駅・貝塚駅間）
- 大阪府道204号堺阪南線 （昭代橋）
- 紀州街道 （岸見橋）
- 大阪府道29号大阪臨海線
- 阪神高速4号湾岸線